# You Don't Know Jack (film)
You Don't Know Jack is een Amerikaanse dramafilm uit 2010 onder regie van Barry Levinson. Het scenario is gebaseerd op het leven van de Amerikaanse arts Jack Kevorkian.

## Verhaal
In de jaren 90 is de Amerikaanse arts Jack Kevorkian een voorvechter van hulp bij zelfmoord. Er volgt een zware strijd met het gerecht, waarbij dokter Kevorkian het recht van zijn patiënten verdedigt om te sterven.

## Rolverdeling
| Acteur                 | Personage                 |
| ---------------------- | ------------------------- |
| Al Pacino              | Jack Kevorkian            |
| Brenda Vaccaro         | Margo Janus               |
| John Goodman           | Neal Nicol                |
| Deirdre O'Connell      | Linda                     |
| Todd Susman            | Stan Levy                 |
| Adam Lubarsky          | Brian Russell             |
| Jennifer Mudge         | Verslaggeefster           |
| Jeremy Bobb            | David Rivlin              |
| Rutanya Alda           | Verkoopster               |
| James Urbaniak         | Jack Lessenberry          |
| Henny Russell          | Woordvoerster van Oakhill |
| Henry Strozier         | Arts van Oakhill          |
| Sandra Seacat          | Janet Adkins              |
| Neil Brooks Cunningham | Rod Adkins                |
| Susan Sarandon         | Janet Good                |